# Vitrea vereae
Vitrea vereae is een slakkensoort uit de familie van de Pristilomatidae. De wetenschappelijke naam van de soort is voor het eerst geldig gepubliceerd in 2004 door Irikov, Georgiev & Riedel.